# Manila, Open City
Manila, Open City – filipiński film wojenny z 1968 w reżyserii Eddiego Romero, który jest także jego scenarzystą i producentem. 

## Fabuła
Film przedstawia bitwę o Manilę stoczoną w lutym/marcu 1945 przez wojska amerykańskie z okupującymi stolicę Filipin Japończykami, podczas wojny na Pacyfiku toczonej w czasie II wojny światowej. Fabuła filmu to nie tylko amerykańsko-japońskie walki o miasto ale także los filipińskich cywilów zabijanych i gwałconych przez japońskich żołnierzy. Romero podkreślił w swoim filmie udział filipińskiego ruchu oporu walczącego u boku Amerykanów przeciwko Japończykom.

## Obsada
- Charito Solis jako Sor Matilde
- James Shigeta jako kapitan Murakami
- Alex Nicol jako pułkownik Bergen
- John Ashley jako medyk Morgan
- Ric Rodrigo jako dowódca partyzantów
- Vic Diaz jako pułkownik Hamada

i inni.